# Michael Fokt
Michael Fokt (* 23. června 1975 Praha) je český fotograf, novinář, publicista a překladatel. Na pražské Karlově univerzitě vystudoval Přírodovědeckou fakultu – obor zoologie. Je známý svými fotografiemi zvířat a makrofotografiemi, za které je laureátem první ceny v soutěži Czech Press Photo.

## Fotografická práce
Michael Fokt zasvětil studiu a fotografii zvířat téměř celý svůj profesionální život. Jeho velkým vzorem je práce přírodovědce a dokumentaristy Davida Attenborougha. Své materiály o přírodních krásách světa proto zpracovává se smyslem pro souvislosti a vysvětlení vzájemných vztahů. Jeho doménou jsou časosběrné fotografické dokumenty, ve kterých se snaží zachytit rozmanité aspekty živočišné říše a odhalit tak jejich skryté pohledy či informace.
Není mu lhostejné, co se děje s naší planetou a děsí ho, jak rychle se vytrácí jednotlivé živočišné druhy. Velice si váží práce lidí v zoologických zahradách, a proto se intenzivně věnuje jejich popularizaci. V roce 2011 se zaměřil na reintrodukci nosorožců tuponosých severních zpět do volné africké přírody. Jedinou nadějí na přežití těchto nejohroženějších savců světa je práce odborníků ze Zoo ve Dvoře Králové. Výsledkem jeho cest byl článek, který vyšel v českém vydání mezinárodního časopisu GEO. Jeden ze snímků pak následně převzalo dalších jedenáct redakcí tohoto magazínu z celého světa.

## Novinářská činnost
Michael Fokt spolupracuje s mezinárodním časopisem GEO, s českými geografickými magazíny, s Českou televizí a také s Českým rozhlasem 2, je V.I.P. autorem on-line vydání National Geographic. Se svou ženou Markétou tvoří autorskou dvojici. Společná cestovatelská témata zpracovávají formou ucelených reportáží. Michael Fokt se také věnuje popularizaci vědeckých témat, především z lékařských a přírodovědných oborů. Publikoval též v prestižním odborném časopise Canadian Journal of Zoology.

## Publicistická tvorba
Michael Fokt je autorem mnoha publikací o přírodě určených malým i velkým čtenářům. V roce 2008 v nakladatelství Academia vydal dosud nejrozsáhlejší publikaci o Zoologických zahradách České republiky a okolních zemí do vzdálenosti 50 km od naší hranice. U předních českých vydavatelství každoročně vydává kalendáře převážně s přírodní tematikou.

### Autorské knihy
- Rekordy ze světa zvířat; Praha, Fragment, 2012
- Zvířata Světa – Fakta a zajímavosti; Praha, Fragment, 2011
- Zvířata ČR – Fakta a zajímavosti; Praha, Fragment, 2011
- Zvířata – Fakta a zajímavosti z ČR a celého světa; Praha, Fragment, 2011
- Zoologické zahrady České republiky a okolních zemí; Praha, Academia, 2008
- Chováme obojživelníky; Praha, Grada, 2008
- Žáby; Praha, Vašut nakladatelství, 2000
- Bydlí s námi had; Praha, Fragment, 1999
- Bydlí s námi ještěr; Praha, Fragment, 1998

## Lektorská činnost
Na Vyšší odborné škole informačních studií a Střední škole elektrotechniky, multimédií a informatiky v Praze vyučuje fotografickou tvorbu v oborech Multimediální tvorba a Interaktivní grafika a vizualizace.
Soukromě poskytuje individuální fotografické kurzy.https://www.individualnifotokurzy.cz/

## Překlady a ostatní aktivity
Z anglického jazyka pro česká nakladatelství přeložil přibližně sto knižních titulů. Michael Fokt se věnuje též pořádání cestovatelských a přírodovědných přednášek 

## Ocenění
- 2002
  - Czech Press Photo – čestné uznání, Příroda a životní prostředí
- 2003
  - Czech Press Photo – 1. místo, Příroda a životní prostředí
- 2008
  - Czech Press Photo – čestné uznání, Příroda a životní prostředí
  - Czech Press Photo – cena ACADEMIC
- 2009
  - Czech Press Photo – cena dětí UNICEF
- 2009
  - Czech Press Photo – čestné uznání, Příroda a životní prostředí
- 2009
  - Czech Press Photo – cena ACADEMIC[10]
- 2013
  - Czech Press Photo – čestné uznání, Příroda a životní prostředí